# Battlefield 4
Battlefield 4 (abgekürzt BF4) ist ein Ego-Shooter, der vom schwedischen Computerspielhersteller EA DICE entwickelt und von Electronic Arts am 31. Oktober 2013 veröffentlicht wurde. Das Computerspiel ist der 12. Teil der Battlefield-Serie und der Nachfolger von Battlefield 3. Es ist für Windows, Xbox 360, Xbox One, PlayStation 3 und PlayStation 4 erschienen.

## Inhalt
Mit Battlefield 4 gibt es viele Änderungen im Vergleich zu seinem Vorgänger, beispielsweise kann jetzt zusätzlich zu einem optischen Visier einer Waffe ein Verstärker angebracht werden. Auch kann jetzt die Sekundärwaffe mit einem Visier, einem Zubehör (Lampe oder Laserpointer) und einem Laufaufsatz personalisiert werden. Darüber hinaus können Spieler Nahkampfangriffe von vorne abwehren, während sie stehen oder hocken. Während des Schwimmens kann die Zweitwaffe beziehungsweise ein Gadget benutzt werden. Zudem ist es möglich, im Wasser zu tauchen. Sowohl in der Einzelspieler-Kampagne als auch im Multiplayer ist es möglich, Fahrzeuge zu benutzen. Dazu zählen auch die ebenfalls neuen Wasserfahrzeuge.

### Kampagne
Die Einzelspieler-Kampagne von Battlefield 4 thematisiert einen Konflikt im südchinesischen Meer zwischen den USA, der Volksrepublik China und Russland. Der Spieler schlüpft in die Rolle des US-Marine Daniel Recker. Die Kampagne hat eine kürzere Spieldauer als die des Vorgängers.

### Mehrspieler
Der Mehrspieler-Modus von Battlefield 4 enthält drei spielbare Fraktionen: Die USA, China und Russland. Der Kampf bleibt allerdings wie bei den Vorgängern immer auf den Konflikt zwischen zwei Fraktionen beschränkt. Der aus vorherigen Teilen der Battlefield-Reihe bekannte Commander-Modus ist wieder implementiert. Ein Spieler kann damit sein Team koordinieren und zum Beispiel Munitionskisten oder ein Quad abwerfen, des Weiteren kann er gezielt Squads unterstützen, indem er ihnen entweder „Schnellen Einstieg“ d. h. eine Verringerung der Respawn-Zeit für einen kurzen Zeitraum oder ein Squad „Verstärkt“, was dem Squad sofort „Squad-Punkte“ und damit Vorteile im Kampf bietet oder Marschflugkörper abfeuern, allerdings nicht, wie in Battlefield 2, als Soldat am Spiel selbst teilnehmen. Dadurch wird der Commander-Modus von mobilen Geräten mit Android oder iOS aus spielbar. Ebenfalls anders als in Battlefield 2 ist der Commander nun auf das Team „angewiesen“ da seine Fähigkeiten Punkte verbrauchen, welche durch erfolgreiche Teamplay Aktionen, das Befolgen von Befehlen durch Squads oder durch das Nutzen der Commander Unterstützung (Nutzt ein Spieler das abgeworfene Quad, erhält der Commander Punkte, gleiches gilt für die Munitionskiste).
Die verschiedenen Spielkarten sind mit zerstörbarer Umgebung ausgestattet, ermöglicht durch die Destruction Engine 4.0, wodurch es möglich wird, bestimmte Hochhäuser einstürzen zu lassen. Ein Squad kann nun wieder aus bis zu fünf Personen bestehen. Zum Release gab es insgesamt sieben Spielmodi, darunter sind die bekannten Modi Team Deathmatch, Rush, Squad Deathmatch, Domination und Conquest. Neu sind Obliteration und Defuse.
Wie in anderen Spielen der Battlefield-Serie auch, gibt es bei Battlefield 4 unterschiedliche Fahrzeuge, mit denen sich ein Spieler fortbewegen kann. Lange Messerkämpfe wurden im letzten Update entfernt. Anders als im Vorgänger Battlefield 3 stehen dabei mehr Wasserfahrzeuge zur Verfügung, um sich auf hoher See Schlachten liefern zu können, z. B. Jet-Skis.

#### Waffen
Im Multiplayer des Spiels stehen insgesamt 154 Waffen und Gadgets zur Auswahl, welche ausgerüstet werden können. Dazu kommen noch Battlepickups, welche verschiedene starke Waffen sind, die auf den Karten aufgehoben werden können. Die Bezeichnungen im Spiel sind nicht immer identisch mit den echten Waffen.

#### Fahrzeuge
In Battlefield 4 gibt es verschiedene Klassen von Fahrzeugen und zusätzlich noch steuerbare Gadgets oder Ausrüstungsgegenstände für Soldaten und stationäre Waffen. Es sind sowohl Landfahrzeuge, als auch See- und Luftfahrzeuge vorhanden. Jede Fraktion besitzt für die meisten Fahrzeugklassen eine spezielle Ausführung, welche sich meist nur optisch voneinander unterscheiden.

#### Karten
Das Hauptspiel enthält insgesamt zehn Karten. Mit fünf Erweiterungen wurden jeweils vier neue Karten zum Spiel hinzugefügt.
| Erweiterung          | Kartenname | Kartentyp |
| -------------------- | --- | --- |
| Hauptspiel           | - Belagerung von Schanghai (Siege of Shanghai) – Stadtkarte mit einem Hochhaus als zentral gelegenen Kontrollpunkt, welches zum Einsturz gebracht werden kann und somit die Sichtverhältnisse stark einschränkt - Sturm auf Paracel (Paracel Storm) – Karte im Chinesischen Meer mit kleinen Inselgruppen. Nach einem Zeitlimit bricht ein Sturm los, der die Sicht- und Soundverhältnisse beeinflusst. Auch kann ein Schiff dazu gebracht werden in eine der Inseln zu fahren und somit wird ein Flaggenpunkt verschoben - Zavod 311 – Karte, die um eine ehemalige russische Panzerfabrik spielt. Hier kann ein Schornstein durch einen Sprengsatz zum Einsturz gebracht werden. Außerdem sind die Dächer der Fabrik begeh- und versperrbar - Lancang-Damm (Lancang Dam) – Halbkreisförmige Karte, die in der Nähe eines Damms spielt, welcher zum Einsturz gebracht werden kann. Nach der Zerstörung versperrt Schutt einige Wege - Flutgebiet (Flood Zone) – Stadtkarte, welche ebenfalls an einem Damm spielt. Nach der Zerstörung dieses Dammes wird die Karte überflutet und der Infanteriekampf beschränkt sich nun mehr auf die Hausdächer - Fehlerhafte Übertragung (Rogue Transmission) – Karte um eine Übertragungsstation mit diversen Baustellen. Die Stützpfeiler der Teleskopschüssel können zerstört werden, sodass diese hinunterfällt und eine Kuppel passierbar macht. Bei der Schüssel handelt es sich um einen Nachbau des Arecibo-Radioteleskops in Puerto Rico, des größten allein stehenden Radioteleskops der Welt. - Hainan-Resort – Karte, die um ein Urlaubsresort am Strand spielt. Hier können die beiden Seitenflügel des Hotels zum Einsturz gebracht werden. Somit wird der Zugang zum Dach eingeschränkt - Morgendämmerer (Dawnbreaker) – Diese Karte spielt in Singapur bei Nacht, im Verlauf der Runde hellt es jedoch auf, was es Jetpiloten und Scharfschützen erschweren kann, den Gegner zu sehen. Es kann eine Brücke mithilfe von Gasleitungen zum Einsturz gebracht werden, sodass der Zugang für Fahrzeuge und Infanterie eingeschränkt wird. - Operation „Spind“ (Operation Locker) – Karte, die in einem Gefängniskomplex auf verschneiten Bergen spielt. Hier kann einer der Wachtürme zerstört werden, außerdem sind hier nur Infanteriegefechte möglich - Golmud-Bahn (Golmud Railway) – Weitläufige Karte, die sowohl Abschnitte für Infanterie als auch für Fahrzeuge bietet. Der Flaggenpunkt D befindet sich auf einem Zug und fährt in die Richtung der Basis des Teams, welches ihn kontrolliert. Außerdem können riesige Sprengsätze, die auf der Karte verteilt sind, zur Detonation gebracht werden. | Im Hauptspiel sind zehn Karten enthalten, darunter sowohl weitläufige Karten mit vielen Fahrzeugen als auch kleinere, auf Infanteriekampf ausgelegte. |
| China Rising         | - Seidenstraße (Silk Road) – Diese Karte spielt in einer Wüste, in welcher kleinere Armeestützpunkte verstreut sind. Hier liegt der Fokus vor allem auf den Fahrzeugen, da die Distanzen sehr weitläufig sind. - Altai (Altai Range) – Schneebedeckte Bergkarte, welche sehr weitläufig und vor allem auf die Fahrzeuge ausgelegt ist. - Guilin-Gipfel (Guilin Peaks) – Bei dieser Karte handelt es sich um eine rein auf Infanterie und kleinere Transportvehikel ausgelegte Karte. Sie spielt in einer felsigen Landschaft, welche von kleineren Höhlen durchzogen ist. - Drachenpass (Dragon Pass) – Weitläufige Karte, welche sehr dunkel gehalten ist und von einem Fluss durchzogen wird. Auch hier liegt der Fokus wieder auf den Fahrzeugen, da die Distanzen ziemlich groß sind. | - In diesem DLC sind keine Levolution-Elemente vorhanden - China Rising besteht aus vier großen Karten, auf denen die Vorherrschaft durch Kämpfe mit neuen Fahrzeugen und militärischer Hightech-Ausrüstung erreicht wird. Die Karten sind im Stil chinesischer Landschaften gehalten. - So sind in dieser Erweiterung ein neuer Bomber und die Motorräder aus Battlefield 3 End Game enthalten. - Ferner kehrt der Modus Luftüberlegenheit (Air Superiority) aus End Game zurück. - Des Weiteren kehren die fünf Waffen: L115, MTAR-21, L85A2, RPK und MP7 aus Battlefield 3 zurück. - Als neue Gadgets kommen die UCAV, eine unbemannte Bombendrohne, sowie die SUAV, eine unbemannte Scandrohne, hinzu. |
| Second Assault       | - Operation Métro 2014 (Operation Metro 2014) – Karte, welche einzig auf Infanteriegefechte ausgelegt ist. Die neue, überarbeitete Version spielt nach der Nuklearexplosion aus dem Battlefield-3-Singleplayer. In dieser neuen Version können Stützpfeiler, welche die teilweise zerstörte Decke der Métro halten, zerstört werden, wodurch kleine Teile herausbrechen. Außerdem stehen Teile der U-Bahn Tunnel unter Wasser. Stirbt ein Spieler in diesem, kann er nicht reanimiert werden. - Kaspische Grenze 2014 (Caspian Border 2014) – In der neuen Version dieser Karte wurde der Zaun, welcher die Grenze in Battlefield 3 darstellte, durch einen tatsächlichen Grenzwall ersetzt. Der Funkturm, welcher in Battlefield 3 umfiel, nachdem ein Team nur noch 25 „Tickets“ übrig hatte, ist nun durchgängig zerstört. Es wurde neue Fahrzeugwracks hinzugefügt, welche den Eindruck einer langwierigen Schlacht um das Grenzgebiet erwecken. Auf dem Berg des Flaggenpunktes „D“, beziehungsweise „C“ in der kleinen Variante, befindet sich nun ein neuer Turm, welcher durch eine Aufzugsanlage begehbar gemacht wurde und von den Spielern durch eine Bombe in der unterirdischen Bunkeranlage zerstört werden kann. - Golf von Oman 2014 (Gulf of Oman 2014) – Die überarbeitete Karte, welche ursprünglich aus Battlefield 2 stammt und auch in Battlefield 3 enthalten war, hat einiges an Zerstörung eingebüßt. So können Häuser nicht mehr, wie zuvor noch in Battlefield 3, einstürzen. Nach einem Zeitlimit wütet ein Sandsturm über der Karte, welcher die Sichtverhältnisse sehr stark reduziert. - Operation Firestorm 2014 – Diese Karte wurde so angepasst, dass sie nun in der Abenddämmerung spielt. Außerdem befinden sich überall auf der Karte Ölpfützen, welche entzündbar sind. Am zentralen Turm befindet sich nun ein Schalter, der eine Ölverbrennung in Gang setzt und jeden Spieler auf der Spitze tötet. | - Second Assault beinhaltet vier bekannte Karten aus Battlefield 3, die für die Frostbite-3-Engine überarbeitet wurden. Die Karte Golf von Oman entstammt ursprünglich dem Spiel Battlefield 2, ist aber durch ein Erweiterungspaket auch in Battlefield 3 spielbar. - In diesem Erweiterungspaket kommt der Modus Capture The Flag aus dem Battlefield-3-DLC End Game zurück. - Des Weiteren wird der DPV erneut Einzug finden. - Als neue Waffen kommen mit diesem DLC die F-2000, die GOL-Magnum, die AS-VAL, das M60-E4 sowie die DAO-12 hinzu. |
| Naval Strike         | - Vergessene Inseln (Lost Islands) – Ein abgestürztes Flugzeug, welches zentral auf der Karte liegt, kann teilweise zerstört werden, wodurch an dem Flaggenpunkt, an welchem es abstürzte, zusätzliche Deckung für Infanteristen schafft. Das Setting dieser Karte erinnert sehr stark an die Serie Lost. - Nansha-Angriff (Nansha Strike) – Auf dieser Karte kehrt nach einem Zeitlimit ein leichter Sturm ein, welcher das Spielprinzip jedoch nicht sonderlich beeinflusst. Außerdem lässt sich auf dieser Karte ein Megalodon triggern, wenn 10 Spieler um eine Boje im Meer herumschwimmen. - Wellenbrecher (Wave Breaker) – Diese Karte spielt um eine U-Boot-Basis. Das U-Boot, welches sich noch in der Konstruktion befindet und auf Stützpfeilern gehalten wird, kann durch Zerstörung dieser zum Einsturz gebracht werden. Hierdurch wird zusätzliche Deckung für Infanterie geschaffen. - Operation Mörser (Operation Mortar) – Karte, welche an einem Berg spielt. Auf der Bergkuppe befindet sich ein altes Piratenfort, welches mit alten Kanonen ausgestattet ist, mit denen der Spieler auch interagieren kann. | - Naval Strike beinhaltet vier neue Karten, neue Gadgets, Waffen und Amphibienfahrzeuge. - Bei Naval Strike liegt der Kartenschwerpunkt vor allem bei intensiven Seeschlachten. - Alle Karten spielen im Südchinesischen Meer auf Inselgruppen. - Neue Waffen sind das AWS, die SR-2, die AR160, die SR388 und die SW40 |
| Dragon’s Teeth       | - Perlenmarkt (Pearl Market) – Stadtkarte, welche auf schnelles, vertikales Spielprinzip ausgelegt ist. So kann man beinahe auf jedes Dach und in jedes Gebäude gehen. - Propaganda – Diese Karte spielt in Nordkorea und ist die dritte Schneekarte in Battlefield 4. Das Levolution-Event ist ein durchfahrender Güterzug, der sogar Panzer zerstört, sollte sich einer auf der Schiene befinden und mit dem Zug kollidieren. - Lumphini-Garten (Lumphini Garden) – Diese Karte spielt in einer Gartenanlage, über welche eine Hochbahn führt. Das Levolution-Event ist eine Schlammlawine. - Versunkener Drache (Sunken Dragon) – Eine Stadtkarte in der Abenddämmerung. In der Kartenmitte steht ein versunkenes Restaurantgebäude, das durch ein Schleusentor in der Nähe unter Wasser gesetzt werden kann oder aber trockengelegt werden kann. | - Dragon’s Teeth beinhaltet vier Karten, auf denen die US-Truppen in einem urbanen Krieg zurückschlagen. - Als neue Waffen kommen in diesem DLC das Sturmgewehr BULLDOG, das Scharfschützengewehr McMillan CS5, die PDW SIG Sauer MPX, die Pistole Desert Eagle, sowie der Revolver Mateba Unica 6 hinzu. - Als neues Gadget kommt der RAWR, ein ferngesteuertes, robotisiertes Fahrzeug bewaffnet mit einem Maschinengewehr und einem Granatwerfer. - Ein neuer Riot Shield kommt ebenfalls hinzu. |
| Final Stand          | - Kareliens Riesen (Giants of Karelia) – Eine große bewaldete und bergige Karte, die vor allem für Fahrzeuge ausgelegt ist. Durch die Höhenunterschiede ist sie jedoch auch für Scharfschützen geeignet. Am Flaggenpunkt C in der Mitte der Karte kann die Kuppel eines unterirdischen Bunkers zerstört werden. - Hammerhead – Diese Karte spielt in einer verschneiten Bucht, in der sich eine riesige Eisfläche befindet. Die Karte ist für Fahrzeuge ausgelegt, aber in dem U-Boot-Bunker in der Mitte der Karte sind die Infanteristen im Vorteil. Die Eisfläche im Bunker kann zerstört werden, um Fahrzeugen die Zufahrt unmöglich zu machen. - Hangar 21 – Eine felsige und verschneite Karte, die neben begrenztem Luftkampf vor allem für Infanteristen geeignet ist. Um die langen Strecken zu überwinden kommen auf dieser Karte Kapsel-Launcher zum Einsatz, die den Spieler über die Karte schießen, dabei nimmt der Spieler beim Aufschlag geringen Schaden. Im Hangar wird ein Titan gebaut, wie man ihn aus Battlefield 2142 kennt. Die Triebwerke des Titans können angeschaltet werden. Spieler, die sich auf dem unteren Zugang zum Hangar befinden, werden dabei verbrannt. - Operation Whiteout – Eine arktische Karte, die komplett verschneit und vereist ist. Beim Betreten eines im Eis eingefrorenen U-Boots kann ein Bomber gestartet werden. Im Laufe des Spiels zieht ein Schneesturm auf, der die Sicht begrenzt. | - Final Stand beinhaltet vier neue Karten, neue Gadgets, Waffen und futuristische Fahrzeuge. - Als neue Waffen kommen mit diesem DLC die Railgun Rorsch-MK1, der Phantombogen und das Shipunov 42-Geschütz hinzu. - Als neue Gadgets kommen das DS3-Täuschziel sowie das Multiple Kill Vehicle XD-1 hinzu. - Als neue Fahrzeuge kommen der Schwebepanzer HAT-95 Levkov, Schneemobile und der Kapsel-Launcher hinzu. - Final Stand stellt ein kleines Prequel zu Battlefield 2142 dar. |
| Night Operations     | - Zavod: Graveyard Shift | - Eine Nachtvariante der Karte „Zavod 311“. |
| Community Operations | - Operation Outbreak | - Eine Dschungel-Karte, die in Zusammenarbeit mit der Community entwickelt wurde. |
| Legacy Operations    | - Dragon Valley 2015 | - Ein Remake der Karte Dragon Valley aus Battlefield 2. |

## Entwicklung
Inhaltlich wollte man sich wieder stärker vom Mitbewerber Call of Duty absetzen. Battlefield 4 war das erste Spiel, das auf der Frostbite 3 Engine basierte. Sie soll besonders Animationen der Charaktere noch besser darstellen. Teil der Frostbite Engine 3 ist die „Destruction Engine 4.0“, mit der Hochhäuser zum Einsturz gebracht oder Straßenzüge zerstört werden können. DICE nennt dieses Feature „Levolution“.
Battlefield 4 enthält zahlreiche in Battlefield 3 ausgelassene, charakteristische Merkmale und Features von Battlefield 2 zurück: Squad VoIP, Commander-Modus, Übersichtskarte und Fraktionssprache. Funktional mangelhafte Features aus dem dritten Teil wurden wieder dem zweiten Teil ähnlicher gestaltet: Das Spiel nutzt auch im Menü die volle Bildschirmfläche, der erzwungene Blaustich wurde entfernt, die Commo-Rose ist wieder bedienfreundlicher angeordnet und Einstiegspunkte können direkt auf der Karte ausgewählt werden. Seit Ende Januar 2014 unterstützt Battlefield 4 die Grafikprogrammierschnittstelle Mantle von AMD.
Seit Anfang Mai 2014 wurde für Premium-Spieler die Möglichkeit hinzugefügt an dem sogenannten „Community Test Environment“, kurz „CTE“ genannt, teilzunehmen. In diesem Programm, für welches man sich separat anmelden muss, konnte man Patches und neue Servereinstellungen schon vor der eigentlichen Veröffentlichung testen und somit den Entwicklern bei der Verbesserung der Spielerfahrung helfen. Am 11. März 2016 bestätigte DICE, dass keine weiteren Updates für das CTE kommen werden und auch keine weiteren Pläne für das CTE bestehen.

## Veröffentlichung
Battlefield 4 erschien in den USA offiziell am 29. Oktober 2013 für Windows, Xbox 360 und PlayStation 3. In Deutschland erschien es zwei Tage später. Das Release für die PlayStation 4 und Xbox One wurde für den 22. beziehungsweise am 29. November angekündigt, also mit Verkaufsstart der jeweiligen Konsole.
Vorbesteller von Battlefield 4 erhielten das DLC China Rising kostenlos. Neben der Standardversion von Battlefield 4 gibt es eine Deluxe Edition und eine Digital Deluxe Edition, die nur über Origin als Download erhältlich ist und neben den Inhalten der normalen Edition noch weitere Bonus-Spielinhalte und den Zugang zur Beta enthielt. Zudem gibt es Battlefield 4 in physischer Form als Steelbook für Windows, Xbox 360 und PlayStation 3 zu kaufen.

### Beta
Vor der Veröffentlichung gab es eine geschlossene Betaphase, die am 1. Oktober 2013 für Vorbesteller der Digital Deluxe Edition, Battlefield-3-Premiummitglieder und Käufer von Medal of Honor: Warfighter startete und ab 4. Oktober 2013 als offene Beta allen Interessierten auf allen Plattformen zur Verfügung stand. Während der Betaphase konnte die Karte Belagerung in Schanghai mit leichten Einschränkungen in drei verschiedenen Spielmodi, darunter der klassische Eroberungsmodus gespielt werden.

### Premium
Wie bei Battlefield 3 gibt es bei Battlefield 4 einen Premium-Service. Durch das Erwerben der Premium-Mitgliedschaft erhalten die Premium-Mitglieder alle fünf Erweiterungspakete für Battlefield 4. Nebenbei profitieren sie von einem zweiwöchigen Vorabzugang zu allen Erweiterungen, von exklusiven Individualisierungsoptionen inklusive Tarnungen, Lackierungen, Emblemen und Erkennungsmarken und von exklusiven Doppel-XP-Events. Des Weiteren werden sie in Server-Warteschlangen bevorzugt und erhalten wöchentlichen Updates mit neuen Inhalten und 12 Battlepacks mit kleinen Personalisierungsoptionen.

### Battlelog
Gleichzeitig zur Veröffentlichung von Battlefield 4 erschien das überarbeitete Battlelog. Battlelog ist somit auf allen Plattformen integriert und abrufbar. Es bietet die Möglichkeit durch mobile Endgeräte, wie zum Beispiel dem iPhone oder dem iPad, immer verbunden zu sein und verschiedene Anpassungen der Ausrüstungen des Soldaten auf dem Schlachtfeld vornehmen zu können. Zudem kann die Minimap vom Mehrspieler-Modus auf Tablets angezeigt werden.

## Marketing
Im März 2013 veröffentlichte Electronic Arts unter dem Namen Prepare 4 Battle drei Teaser, in denen Luftkrieg, Landkrieg und Seekrieg behandelt wurden.
Des Weiteren wurde auf der Game Developers Conference am 26. März 2013, Battlefield 4 erstmals der Öffentlichkeit vorgeführt und am folgenden Tag ein 17-minütiger Trailer auf YouTube veröffentlicht.
Auf der E3 2013 und der Gamescom 2013 bot EA die Möglichkeit an, Battlefield 4 mit 64 Spielern und 2 Commandern anzutesten.

## Rezeption
Battlefield 4 wurde zumeist positiv, wenngleich bei Metacritic niedriger als der Vorgänger bewertet.
Dennoch erntete das Spiel sowohl von Seiten der Spieler als auch in den Fachmedien deutliche Kritik. Bemängelt wurden sowohl der unfertige Zustand des Spiels selbst Monate nach der Veröffentlichung als auch Teile der Spielmechanik selbst. Das Spiel wies anfangs eklatante Fehler auf, die bei vielen Spielern sogar zu Abstürzen führten. Die Ausgeglichenheit der Waffen gilt als mangelhaft, der Netzcode wurde vielfach als zu langsam kritisiert. Letzteres führte zu viel Kritik an DICE, der Netcode von Battlefield 4 stelle eine Verschlechterung gegenüber dem Netcode von Battlefield 3 dar, obwohl bereits dieser einer der größten Kritikpunkte des Vorgängers war. Die große Anzahl an Problemen führte dazu, dass DICE die Implementierung von Mantle auf Ende Januar 2014 verschieben musste, um mehr Ressourcen für die Behebung der Probleme zu haben.
Im März 2014 übernahm das neugebildete DICE LA den Support für das Spiel. Netcode und viele Spielmechaniken wurden umfänglich und mit vielen großen und kleinen Patches überarbeitet. Vor allem die „Community Test Environment“ stieß bei Spielern auf breite Akzeptanz und Hilfsbereitschaft. Hier konnten Spieler Testversionen von Battlefield 4 installieren und spielen. Viele Spieler gaben Rückmeldungen, die dann teilweise für Patches des Hauptspiels berücksichtigt wurden.

## Roman zum Spiel
- Battlefield 4: Countdown von Peter Grimsdale, Panini Verlag 2014, ISBN 978-3-8332-2862-9.